# Cantonul Moncoutant
Cantonul Moncoutant este un canton din arondismentul Parthenay, departamentul Deux-Sèvres, regiunea Poitou-Charentes, Franța.

## Comune
| Comune                    | Populație (1999) | Cod poștal | Cod INSEE |
| ------------------------- | ---------------- | ---------- | --------- |
| L'Absie                   | 1.041            | 79240      | 79001     |
| Le Breuil-Bernard         | 466              | 79320      | 79051     |
| Chanteloup                | 978              | 79320      | 79069     |
| La Chapelle-Saint-Étienne | 320              | 79240      | 79075     |
| La Chapelle-Saint-Laurent | 1.848            | 79430      | 79076     |
| Clessé                    | 929              | 79350      | 79094     |
| Largeasse                 | 719              | 79240      | 79147     |
| Moncoutant                | 3.121            | 79320      | 79179     |
| Moutiers-sous-Chantemerle | 616              | 79320      | 79188     |
| Pugny                     | 245              | 79320      | 79222     |
| Saint-Paul-en-Gâtine      | 447              | 79240      | 79286     |
| Trayes                    | 132              | 79240      | 79332     |